# Lince (char de combat)
Pour les articles homonymes, voir Lince.
Ne doit pas être confondu avec Iveco VTLM Lince.
Le Lince (prononciation espagnole : linˈθe, qui signifie « Lynx ») était un programme de développement d'un char de combat espagnol. Il eut lieu entre la fin des années 1980 et au début des années 1990 et était destiné à remplacer dans l'armée espagnole les M47 et les M48 Patton reçus dans le cadre du programme d'assistance militaire Military Assistance Program entre 1954 et 1975. Le Lince était également destiné à compléter les chars de version AMX-30E fabriqués pendant les années 1970 sur la base de l'AMX-30.

## Historique
Les entreprises de plusieurs pays, comme l'allemand Krauss-Maffei, l'espagnol Santa Bárbara, et le français GIAT, répondirent à l'appel d'offre. Misant sur la mobilité et la puissance de feu, le programme laissait le blindage comme quelque chose de secondaire, dans le but de créer un char plus léger et plus rapide que ses concurrents. La taille du véhicule a également été limitée par le chemin de fer espagnol et le réseau routier local. Compte tenu de la taille, pour atteindre un niveau suffisant de puissance et de protection, le Lince utilisait un canon Rheinmetall L/44 de 120 mm et le blindage composite du Leopard 2A4. 
Le gouvernement espagnol a décidé de mettre à niveau ses AMX-30E à la fin des années 1980, mettant en attente le programme. Le programme Lince a finalement été annulé en 1990, lorsque l'Espagne a récupéré un grand nombre de M60 américains disposés en Europe, conformément au Traité sur les forces conventionnelles en Europe. Ces chars remplacèrent les M47 et M48, remplissant le besoin espagnol de modernisation à court terme de ses blindés.
Aucun prototype n'a été fabriqué et aucune annonce n'a été faite sur celle des entreprises qui aurait remporté le contrat. Quelques années plus tard, le gouvernement espagnol a obtenu la création d'une usine en Espagne de fabrication du Leopard 2E, réalisant pour le long terme la modernisation souhaitée dans le programme Lince.